# 加賀精一
加賀 精一（かが せいいち、1932年4月25日 - ）は、日本の機械工学者。大阪工業大学名誉教授・第7代機械工学科同窓会会長。工学博士（大阪大学）。
専門は、電子ビーム溶接工学、核融合工学・原子力工学。

## 略歴
大阪大学大学院にて工学博士。同大学工学部助手などを経て、1965年大阪工業大学工学部機械工学科に着任、機械工学教室を担当。1987年同学科教授。1992年大阪工業大学第7代機械工学科同窓会会長。1998年同大学名誉教授。
大阪工業大学機械工学科にて30年以上に渡り教鞭を執り、特に初期の電子ビーム溶接工学・核融合工学・原子力工学の研究育成に貢献した。
主な所属学会は、日本高圧力技術協会、溶接学会、高温学会（現：スマートプロセス学会）、大阪工研協会など。主な受賞は、日本高圧力技術協会科学技術賞(1992)。主な著書は、大学基礎工業材料と強度（共著、槙書店1989、学術書）、アーク溶接実技テキスト 講義編（共著、オーム社1976、学術書）。

## 主な研究
- 核融合炉用JFMS鋼電子ビーム溶接部の強度に及ぼす中性子照射の影響
- 蒸気発生器爆着プラグ部の環境強度に関する研究
- 爆着プラグ部の熱衝撃に関する研究
- 原子炉熱交換器の爆着プラグ法とプラグ部の性能に関する研究
- 各種異材継手の低温強度に及ぼす中性子照射の影響 - 京都大学原子炉実験所（現：京都大学複合原子力科学研究所, KURNS）の共同利用研究[5]